# Gammeldans
Gammeldans er en skandinavisk fællesbetegnelse for former, hvor man uden anden ledelse end musikken selv danser i gammel, ofte stedlig tradition.
Fænomenet er beslægtet med folkedans, men der står ingen instruktør og råber, og der anvendes ikke udklædning med de såkaldte folkedragter. Desuden er repertoiret ikke ganske det samme.
I Danmark vil repertoiret ofte bestå af for eksempel
- Vals
- Polkatyper som rheinlænderpolka, rundtenompolka og galop
- Schottish
- Mazurka

Disse pardanse suppleres med enkle kreds- og rækkedanse som f.eks.
- Trekant eller sekstur
- Den muntre kreds
- Totur fra Vejle
- Ottemandsdans
- Den lille englænder

I Sverige, hvor gammeldansen står meget stærkt, bruges betegnelsen paradoksalt nok om også nyere danse.
Også i Danmark ses afveksling med danse som quickstep, tango, engelsk vals og foxtrot. I dansk sammenhæng bruges herom ligefrem udtrykket "gammeldags moderne" dans.
Dansemusikken udføres som regel på instrumenter som violin, harmonika, klarinet, klaver, kontrabas og eventuelt et mindre trommesæt. Musikerne lægger som regel stor vægt på rytmisk spil med stærk betoning som vejledning for danserne.